# Dagr (pel·lícula)
Dagr és una pel·lícula de terror britànica del 2024 dirigida i coescrita per Matthew Butler-Hart. S'ha subtitulat al català.
La pel·lícula es va estrenar als cinemes el 9 de febrer de 2024 i es va incorporar a les plataformes digitals el 2 d'abril del mateix any.
A l'agregador de ressenyes Rotten Tomatoes, la pel·lícula té una puntuació d'aprovació del 60% basada en cinc crítiques, amb una valoració mitjana de 6,80 sobre 10. Jack Bottomley, de la revista Starburst, la va descriure com "una part tensa de l'horror popular britànic i de combustió lenta".

## Repartiment
- Riz Moritz com a Louise
- Ellie Duckles com a Thea
- Matt Barber com a Matt
- Tori Butler-Hart com a Tori
- Emma King com a Emma
- Graham Butler com a Gray
- Hattie Chapman com a Hattie
- Luca Thompson com Ash Blake